# La Rinconada
La Rinconada er en by og kommune i det sydlige Spanien i provinsen Sevilla. Den har et indbyggertal på 40.529 (2024) indbyggere.